# Cethosia hypsina
Cethosia hypsina är en fjärilsart som beskrevs av Felder 1866. Cethosia hypsina ingår i släktet Cethosia och familjen praktfjärilar. Inga underarter finns listade i Catalogue of Life.